# رغوة مرنة

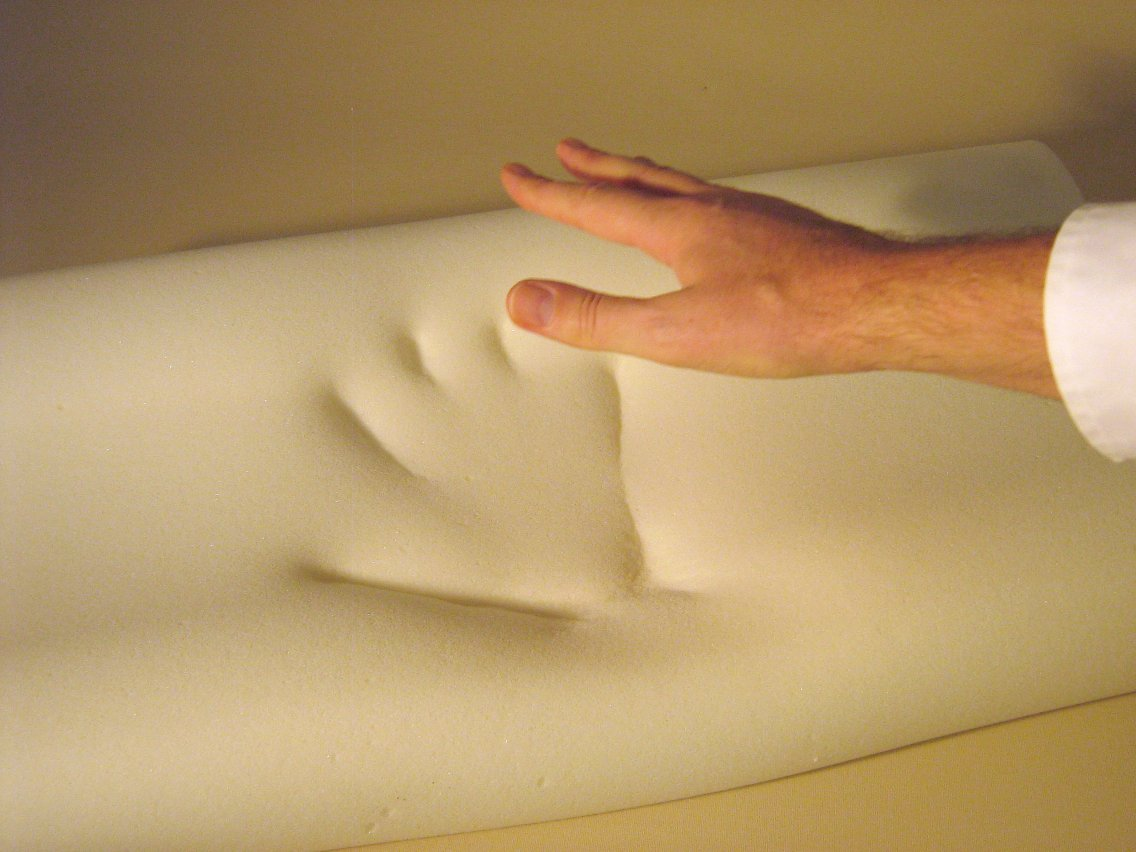
رغوة مرنة

رغوة مرنة (تسمى أيضاً: رغوة مُستذكرة ورغوة البولي يوريثان) هي مادة تتكون أساسا من مادة البولي يوريثان بالإضافة لمواد كيميائية تزيد اللزوجة والكثافة. يشار لهذه المواد بشكل تقني بـ«رغوة البولي يوريثان ذات المرونة اللزوجية». تكون فقاعات أو «خلايا» الرغوة مجوفة مما يجعلها تنشئ بشكل فعال شبكة ينتقل من خلالها الهواء.  الرغوات المرنة ذات الكثافة العالية تلين كردة فعل لحرارة الجسم مما يسمح لها بأخذ شكل الجسم الدافئ المتكئ عليها في بضع دقائق. الرغوات الحديثة يمكنها الرجوع بسرعة أكبر لشكلها الأصلي.